# Tenetiše, Kranj
Tenetiše este o localitate din comuna Kranj, Slovenia, cu o populație de 386 de locuitori.